# Dr. Chud
David Calabrese, noto anche con lo pseudonimo di Dr. C.H.U.D. (Lodi, 4 aprile 1964), è un batterista punk rock statunitense, ex membro dei Misfits.

## Carriera
La sua carriera come batterista ha inizio suonando insieme a Dan Kidney ed i Pulsations per ben otto anni. Dopo entrò a far parte dei Sardonica. Mentre il progetto con i Sardonica andava avanti, ha suonato insieme a Jerry Only e Doyle Wolfgang von Frankenstein dei Misfits nel progetto heavy metal americano "Kryst The Conqueror". La sua carriera è ricca di collaborazioni, infatti, prima di entrare a far parte dei Misfits ha registrato un album con i Sacred Trash. Dr. Chud ha anche nel suo curriculum  una collaborazione con Joey Ramone nell'album We Will Fall: A Tribute to Iggy Pop. Entrato a far parte dei Misfits, nel 2001, Dr.Chud e Michale Graves lasciarono la band per formarne una propria dal nome The Lost Boys, per poi formare, sempre insieme la band Graves. Attualmente Dr. Chud suona nella band di Doyle Wolfgang von Frankenstein ovvero nei Gorgeous Frankenstein

## Album con i Misfits
- American Psycho (1997)
- Evillive II (1998) - Fan Club
- Famous Monsters (1999)
- Cuts From The Crypt (2001)

## Album con Graves
- Web Of Dharma (2001)

## Album con X-Ward
- Diagnosis for Death (2004)

## Album con i Gorgeous Frankenstein
- Gorgeous Frankenstein (2007)